# Les Fioretti de saint François d'Assise
Les Fioretti de saint François d’Assise (en italien : I Fioretti di san Francesco) sont un recueil d'anecdotes, miracles et histoires merveilleuses et légendaires de la vie de saint François d'Assise et de ses premiers compagnons qui se déroulent pour l’essentiel dans les régions italiennes actuelles de l'Ombrie, des Marches et de Toscane.
L'ouvrage comporte 53 courts chapitres, débutant à Assise et se terminant à Mogliano. Il date de la fin du XIVe siècle. Composé anonymement en italien plus d’un siècle après la mort du saint et bien que peu fiable du point de vue biographique, il eut une influence considérable sur l’image que des générations de chrétiens eurent du saint. Il est très probable que l’auteur en soit le frère mineur Ugolino da Brunforte (né en 1262 à Sarnano dans les Marches italiennes et mort en 1348 dans la province de Macerata).

## Origine
Les experts estiment que l’œuvre originale, écrite en latin, est de la plume d'Ugolino Brunforte, frère mineur originaire d’Italie centrale. Ce premier texte est perdu. L’édition la plus ancienne que l’on connaisse est une version italienne de l’œuvre datant de 1390.
Les histoires merveilleuses et les anecdotes sont inspirées des ‘Actus beati Francisci et sociorum eius’, rédigés dans les années 1320-1330, un siècle après la canonisation de François d'Assise (1228) en vue de laquelle furent écrites la Vita prima et la Vita secunda par Thomas de Celano,,.

## Récits
Le livre est un florilège de 53 courts chapitres, dans lesquels sont relatés des épisodes de la vie de saint François d'Assise et ses premiers compagnons. Légendes et faits se mélangent pour donner un texte pittoresque et savoureux, où le merveilleux et le miraculeux ont une place prépondérante. Bien que relativement peu fiable du point de vue historique, il reste le document biographique préféré de ceux qui s’intéressent à saint François d'Assise. Figurent notamment dans le récit les personnages de sainte Claire à l’origine de l’Ordre des clarisses, saint Antoine de Padoue, saint Dominique de Guzmán à l’origine de l’Ordre des frères prêcheurs (Dominicains), le roi de France Saint Louis et le Pape Innocent IV.

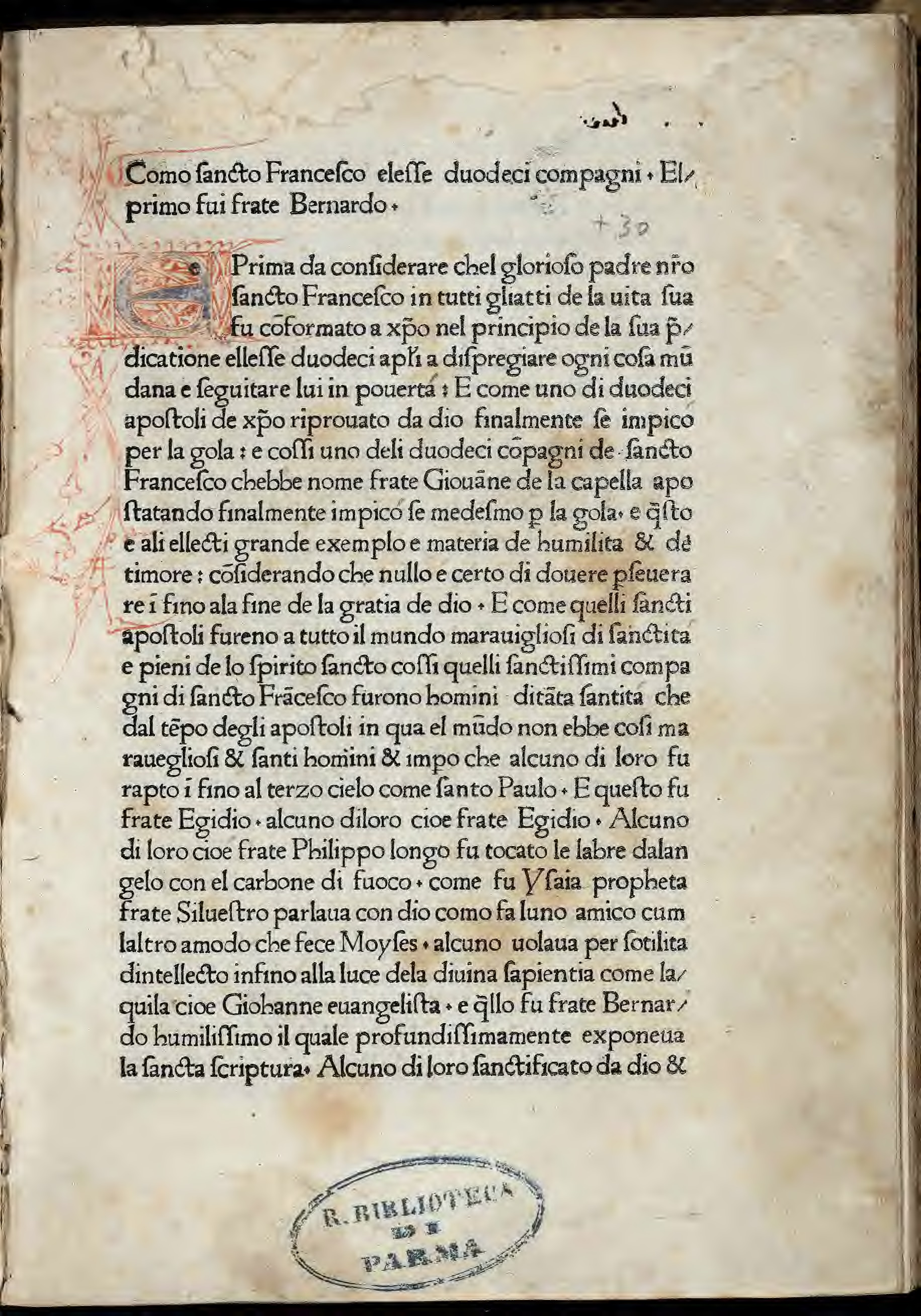
Fioretti.

### Résumé par chapitre
- Chapitre 1 : De l’équivalence entre les douze compagnons de Saint François et les douze apôtres du Christ[5].
- Chapitre 2 : La vision de frère Bernard et l’Avarice de frère Sylvestre.
- Chapitre 3 : Saint François demande à frère Bernard de l’insulter et de lui marcher dessus.
- Chapitre 4 : Introduction de frère Massée, frère Gilles et frère Elie.
- Chapitre 5 : Frère Bernard envoyé à Bologne pour fonder un couvent où il est maltraité par les enfants.
- Chapitre 6 : Du Lien entre frère Bernard et frère Elie et de la mort de frère Bernard.
- Chapitre 7 : Saint François fait carême 40 jours au Lac Trasimène, ne mangeant qu’un 1/2 pain.
- Chapitre 8 : Saint François et frère Léon discutant sur la Joie parfaite.
- Chapitre 9 : Dialogue avec frère Léon
- Chapitre 10 : Frère Massée interroge François sur son succès auprès des gens.
- Chapitre 11 : François fait tourner frère Massée en rond pour trouver la juste destination avant de s’en aller à Sienne
- Chapitre 12 : Saint François d'Assise humilie frère Massée
- Chapitre 13 : Frère Massée reçoit plus, de la mendicité, que frère François / François élève frère Massée par son souffle en l’air / Apparition
- Chapitre 14 : Apparition du Christ à François d'Assise et à ses frères qui tombent en pâmoison.
- Chapitre 15 : Sainte Claire mange avec saint François d'Assise et ses frères après les avoir sollicités de nombreuses fois et s’en retourne à saint Damien.
- Chapitre 16 :  Sainte Claire et saint Sylvestre invite saint François d'Assise à prêcher plus loin / Saint François et le prêche aux oiseaux.
- Chapitre 17 : Un Novice voit Saint François s’entretenir avec le Christ, saint Jean Baptiste et la Vierge Marie, puis tombe évanoui.
- Chapitre 18 : Saint François lit un chapitre devant 5000 frères et saint Dominique de Guzman.
- Chapitre 19 : Comment Saint François d'Assise fit du vin à profusion et comment Dieu lui révéla qu’il irait au Paradis.
- Chapitre 20 : De la Vision d’un frère qui avait l’habit franciscain en horreur.
- Chapitre 21 : Saint François d'Assise convertit le Loup de Gubbio.
- Chapitre 22 : François apprivoise les tourterelles sauvages et leur fabrique des nids.
- Chapitre 23 : François délivre du Péché et du Démon un de ses frères.
- Chapitre 24 : François convertit le Sultan de Babylone ainsi que la courtisane qui le tente.
- Chapitre 25 : François et la guérison du lépreux.
- Chapitre 26 : François et la conversion des trois larrons.
- Chapitre 27 : François convertit frère Pellegrino de Falerone et Richer de Muccia.
- Chapitre 28 : Saint Bernard en ravissement jusqu’à la privation des sens.
- Chapitre 29 : Frère Rufin voit le diable sous la forme d’un crucifié et frère François lui fait reconnaître son erreur.
- Chapitre 30 : Comment Saint Rufin, et à sa suite Saint François, se retrouve à prêcher tout nu dans une église d’Assise.
- Chapitre 31 : François et sa connaissance des pensées de ses frères.
- Chapitre 32 : Frère Massée atteint l’état de parfaite humilité et se met à roucouler.
- Chapitre 33 : Sainte Claire fait apparaître au pape le signe de La Croix sur le pain qu’elle a pour charge de bénir.
- Chapitre 34 : La rencontre de Saint Louis, Roi de France, avec frère Gilles à Pérouse.
- Chapitre 35 : Sainte Claire, la nuit de Noël, fut miraculeusement transportée dans l’église de Saint François.
- Chapitre 36 : Saint François raconte à frère Léon une très belle vision qu’il a eue.
- Chapitre 37 : Saint François et le chevalier.
- Chapitre 38 : Saint François et la damnation de frère Élie qui, suivant Frédéric II excommunié par le pape, risquait de mourir hors de l’Ordre.
- Chapitre 39 : La prédication de saint Antoine de Padoue
- Chapitre 40 : Le prêche aux poissons de saint Antoine de Padoue, à Rimini.
- Chapitre 41 : Un frère délivré par frère Simon
- Chapitre 42 : Les beaux miracles des frères de la Marche d’Ancône.
- Chapitre 43 : Un frère scandaleux converti par frère Conrad d’Offida.
- Chapitre 44 : L’Apparition de Marie, saint Jean Baptiste et Saint François à frère Pierre de Monticello au couvent de Forano près d'Appignano.
- Chapitre 45 : De la vie, de la conversion, des miracles et de la mort de saint Jean de la Penna San Giovanni
- Chapitre 46 : des Frères Humble et Pacifique du couvent de Soffiano dans la Marche d'Ancône.
- Chapitre 47 : L’Apparition de la Vierge Marie à un frère malade.
- Chapitre 48 : De la vision arboricole de l’ordre franciscain par frère Jacques de Massa Fermana.
- Chapitre 49 : L’apparition du Christ à Jean de l'Alverne
- Chapitre 50 : Jean de l'Alverne et la Vision des âmes délivrées du Purgatoire.
- Chapitre 51 : Jacques de Falerone apparait après sa mort à Jean de l’Alverne.
- Chapitre 52 : Jean de l’Alverne et la Vision de l’Ordre de la Sainte Trinité.
- Chapitre 53 : Jean de l’Alverne tombe comme mort en disant la Messe au couvent de Mogliano[5].

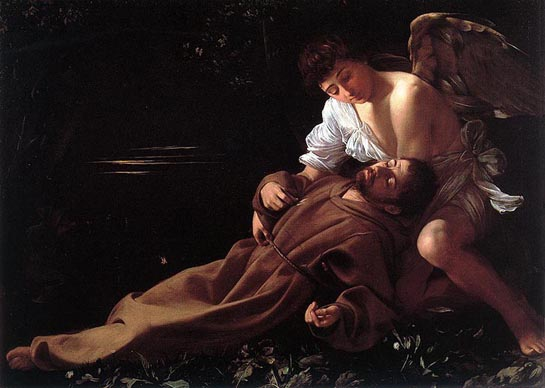
Saint François en extase par le Caravage, Wadsworth Atheneum, Hartford.
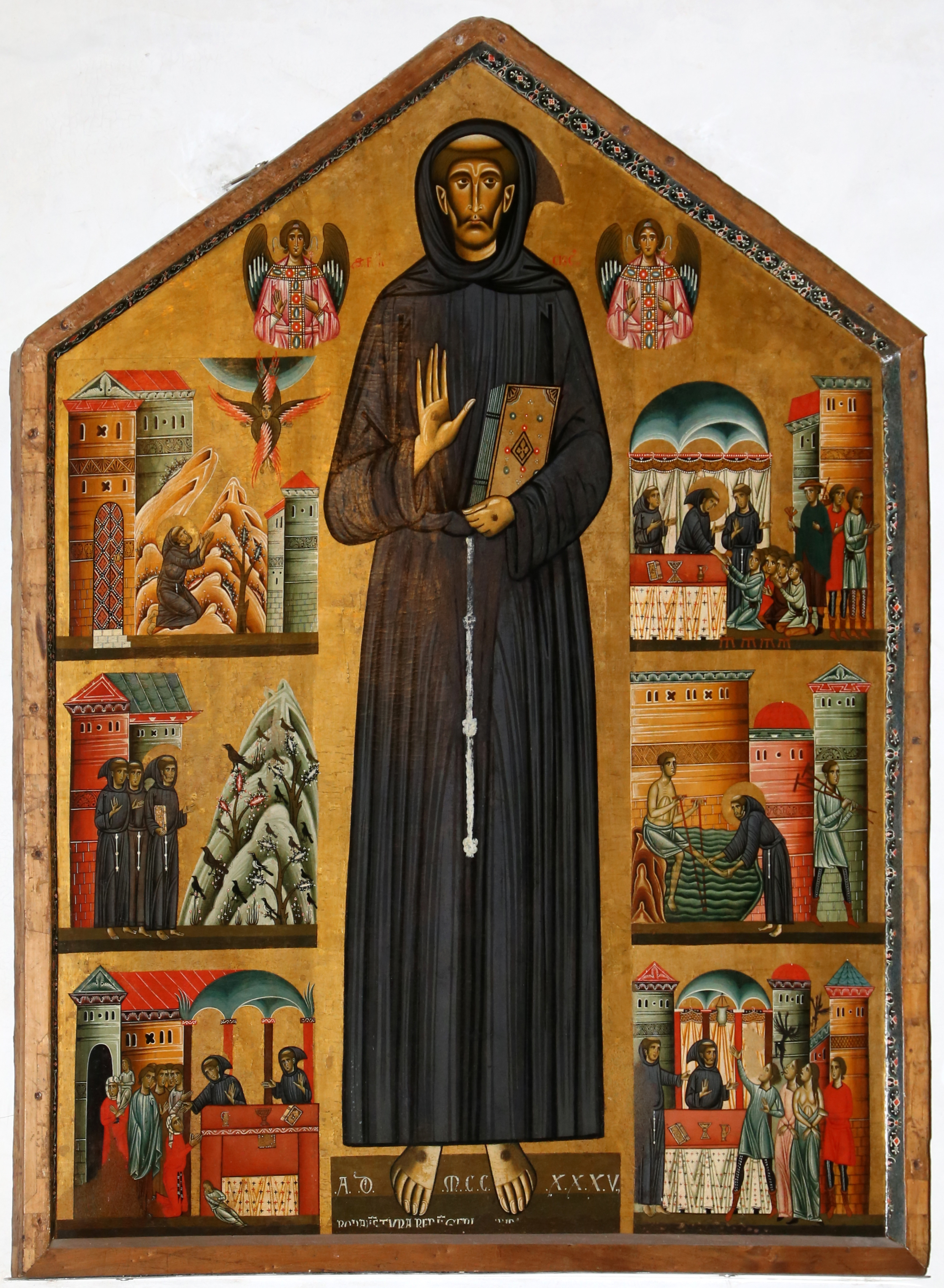
Saint François et les Histoires de sa Vie, peinture de Bonventura Berlinghieri, Pescia, env. 1235.
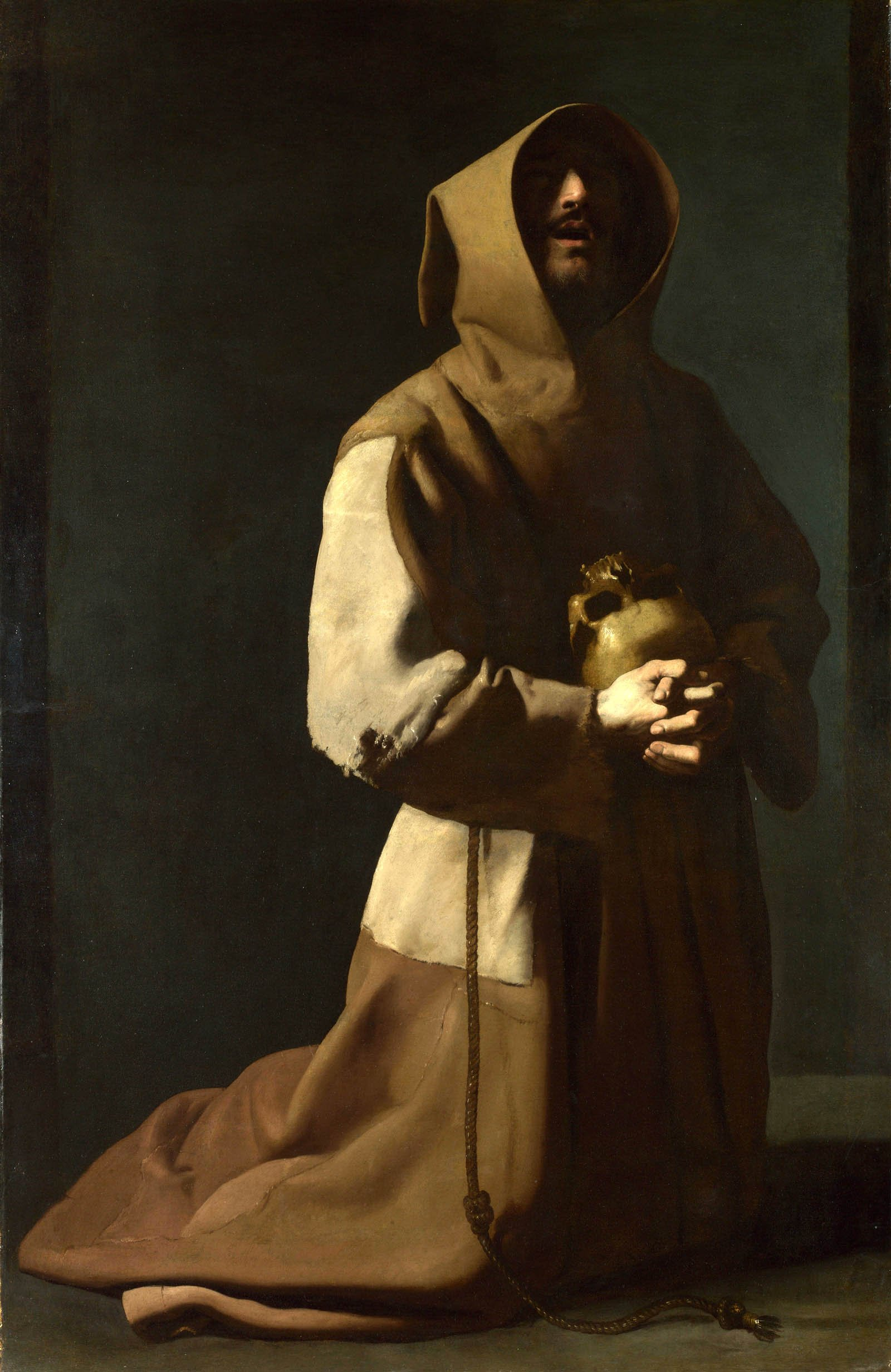
Saint François en extase, Francisco de Zurbarán.
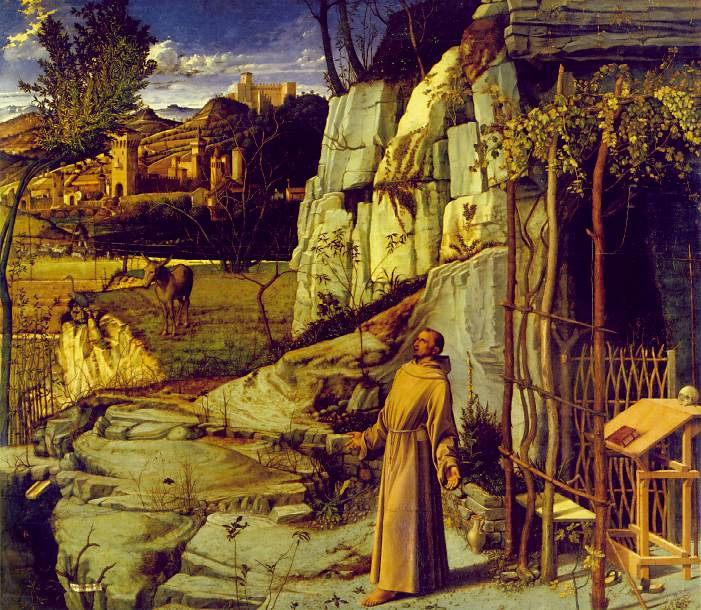
Saint François en Extase de Giovanni Bellini, The Frick Collection de New York.

## Les Compagnons de Saint François d'Assise

### Les douze premiers compagnons
Les douze premiers compagnons de Saint François d’Assise comme l'équivalent des douze apôtres du Christ sont selon toute vraisemblance : Bernard de Quintavalle, frère Égide (Egidio), Frère Philippe le Long, Frère Ange Tancrède, Frère Sylvestre, frère Pierre de Catane, frère Sabattino, frère Morico, frère Jean de San Costanzo, frère Barbaro, frère Bernard de Vigilianzo, et frère Jean de La Chapelle.

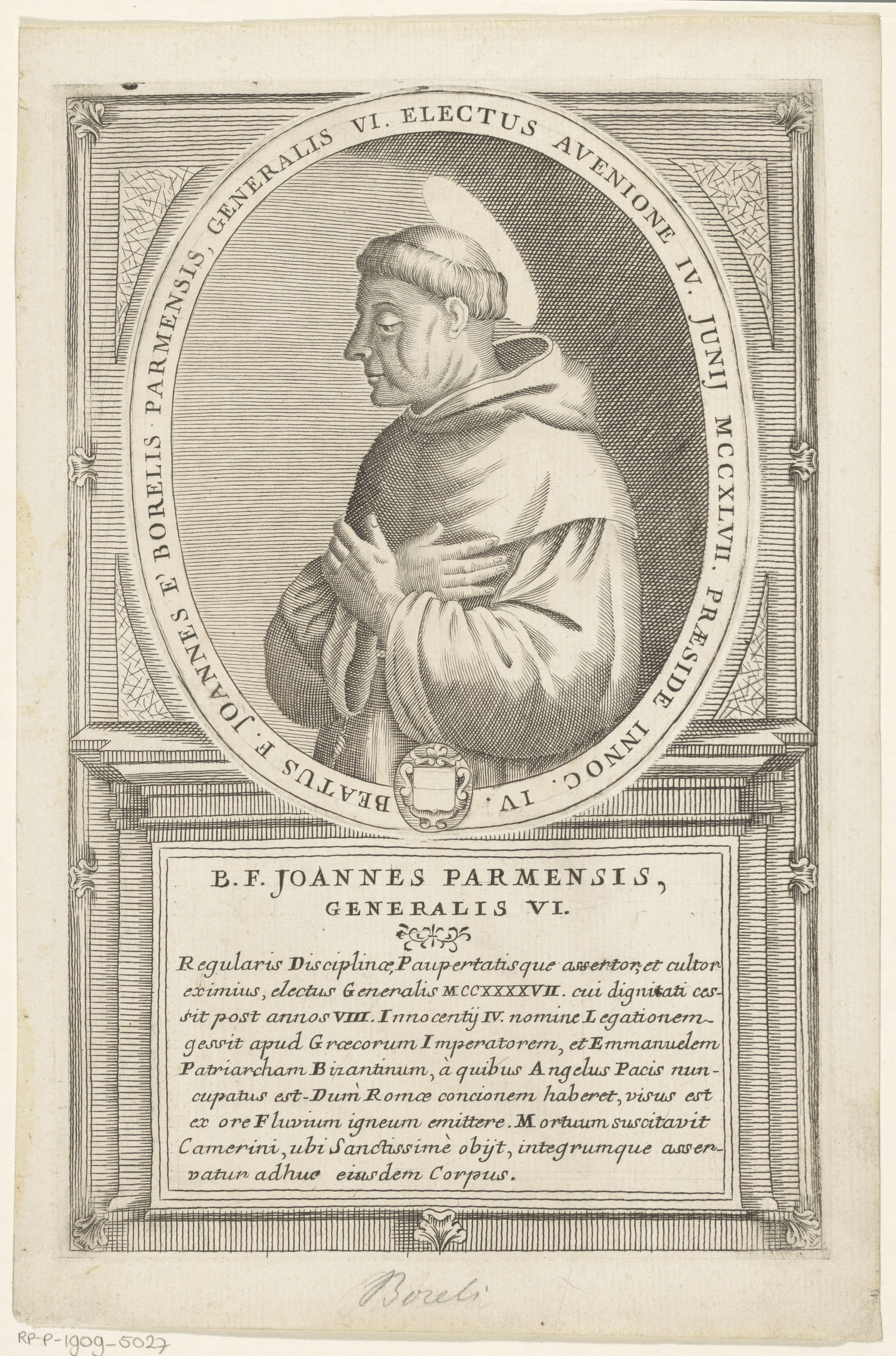
Jean de Parme.

### Frères recensés dans les Fioretti
- Frère Jean de La Chapelle, chapitres 1., 31.
- Frère Égide d'Assise, chap. 1., 4., 6., 26., 28., 34., 48.
- Frère Philippe le Long, chap. 1., 45.
- Frère Sylvestre, chap. 1., 2., 16.
- Frère Bernard de Quintavalle, chap. 1., 2., 3., 4., 5., 6., 26., 28.
- Frère Rufin d'Assise (cousin de sainte Claire), chap. 1. 29., 30., 31.
- Frère Elie, chap. 4., 6., 31., 38.
- Frère Massée de Marignan, chap. 4., 10., 11., 12., 13., 16., 29., 32.
- Frère Léon, chap. 8., 9., 30., 36.
- Frère Ange Tancrède de Rieti, chap. 16.
- Frère Jacques de la Massa (de Massa Fermana), chap. 16., 41., 48., 51.
- Le Jeune garçon (Fanciullo) appartenant à l’ordre. chap. 17.
- Saint Dominique de Guzman, chap. 18.
- Pellegrino de Falerone, frère de la Marche d’Ancône et pèlerin, et Richer de Muccia, (aussi Ricerius de Marchia) frère et ministre de la Marche d’Ancône, chap. 27
- Frère Jacques de Falerone, chap. 32., 51.
- Saint Antoine de Padoue, chap. 39., 40.
- Frère Simon d’Assise, chap. 41.
- Frère Bentivoglia de San Severino Marche, chap. 42.
- Frère Massée de San Severino Marche, chap. 42.
- Frère Pierre de Monticello (près de Todi), chap. 42., 44.
- Frère Servadeo d'Urbino, chap. 42.
- Frère Conrad d'Offida (couvent de Sirolo), chap. 42., 43., 44.
- Frère Lucide l’Ancien de Monterubbiano, chap. 42., 48., 51.
- Frère Jean de la Penna San Giovanni, chap. 45.
- Frère Hugolin de Fabriano (frère jumeau de frère Jacques de la Marche), chap. 45.
- Frère Matthieu de Monterubbiano, Ministre de la Marche d’Ancône, chap. 45., 48., 51.
- Frère Humble et frère Pacifique de la Marche d'Ancône, chap. 46.
- Un frère du couvent de Soffiano près de Sarnano, (probablement Liberato de Lauro), chap. 47.
- Frère Marc de Montino, chap. 48.
- Frère Junipère, chap.48.
- Frère Jean de Parme, Ministre général au chapitre de Lyon, chap. 48.
- Frère Jean de l’Averne, (ou Jean de Fermo) (1259-1322), et les chanoines de saint Pierre de Fermo, chap. 49., 50., 51., 52., 53.

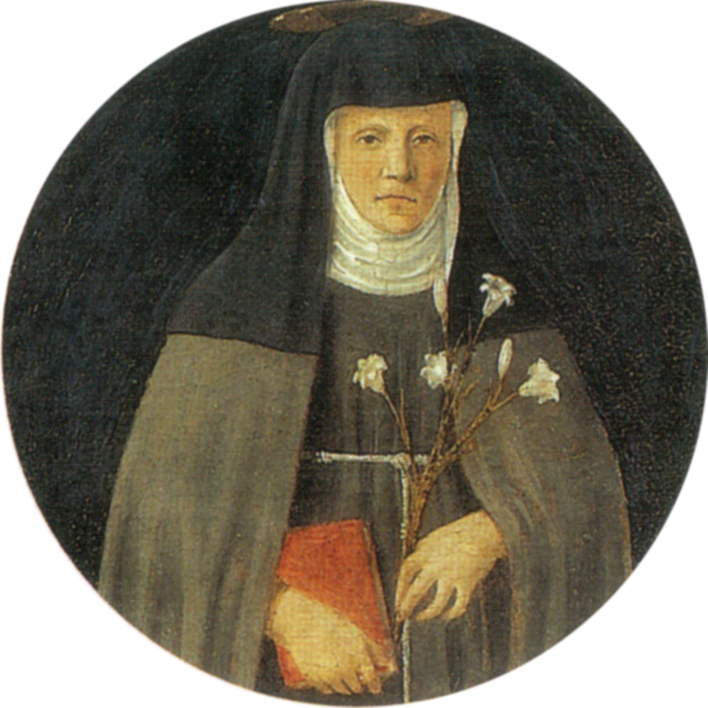
Sainte Claire d’Assise par Piero della Francesca.

### Autres personnages recensés dans les Fioretti
Sainte Claire d'Assise, chapitres 15., 16., 19., 33., 35. - Le Jeune garçon (Fanciullo) appartenant à l’ordre. chapitre 17 - Messire Hugolin, chapitre 19 - Le jeune frère noble et raffiné, chapitre 20 - Le jeune homme aux tourterelles, chapitre 22 - Le Sultan de Babylone (probablement le Sultan d’Egypte Malek El Khamil) et sa Courtisane, Un Lépreux, chapitre 25 - Les trois Larrons, chapitre 26 - Le pape (peut-être Innocent IV, plus probablement Grégoire IX) chapitre 33 - Sœur Ortolana, sœur Agnès (sœur de sainte Claire d'Assise) chapitre 33 - Saint Louis, Roi de France, chapitre 34 - Un chevalier et un compagnon non identifié, chapitre 37 - Frédéric II, Empereur du saint Empire Romain Germanique et Roi de Naples et de Sicile, né à Jesi dans la Marche d'Ancône, chapitre 38 - Innocent IV, chapitre 38 -

## Les Fioretti dans les arts

### Peinture
- Le cycle de fresques de Giotto di Bondone pour La Chapelle supérieure de la Basilique Saint-François d'Assise[6] dans la Ville d'Assise en Ombrie est l’œuvre picturale qui est traditionnellement associée aux Fioretti et à la vie de saint François en général. Plusieurs chapitres y sont représentés. De manière plus générale, les représentations les plus fameuses de saint François sont à attribuer au Caravage, à Zurbaran, Orazio Gentileschi, Pierre-Paul Rubens, Fra Angelico, Le Greco...

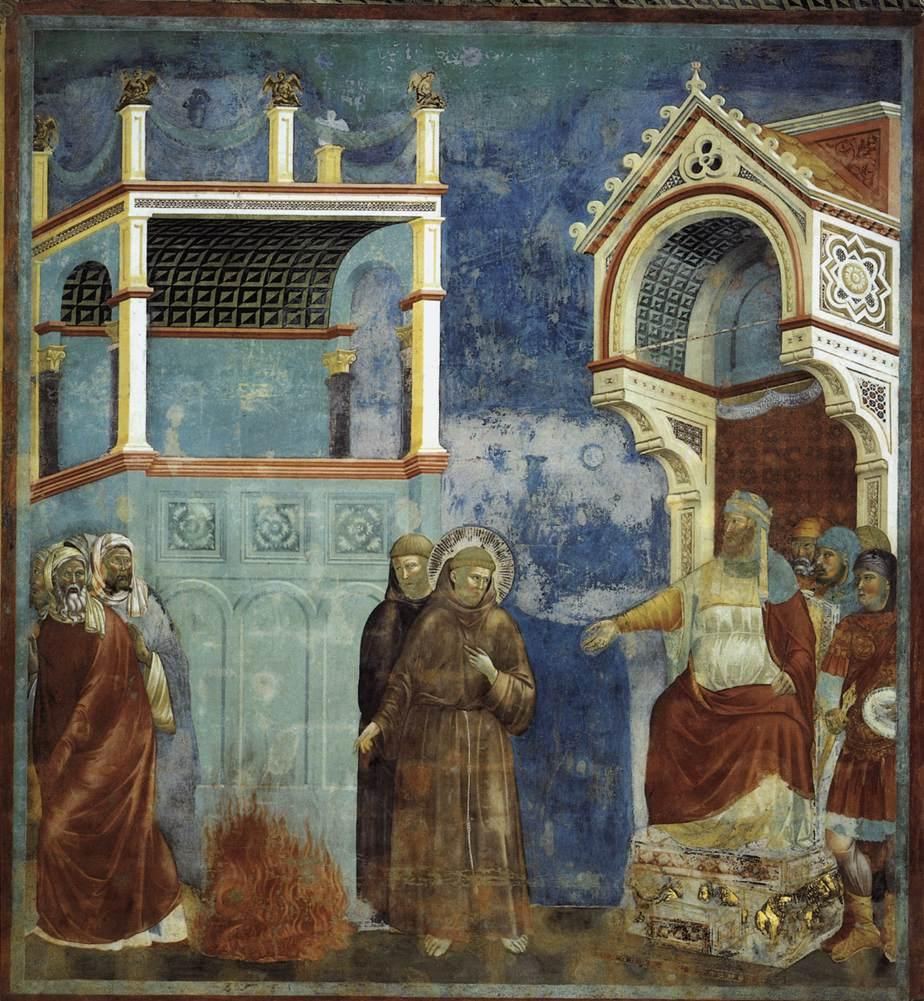
François devant le Sultan de Babylone, et l’épreuve du Feu, Giotto di Bondone, Basilique supérieure Saint François d'Assise.
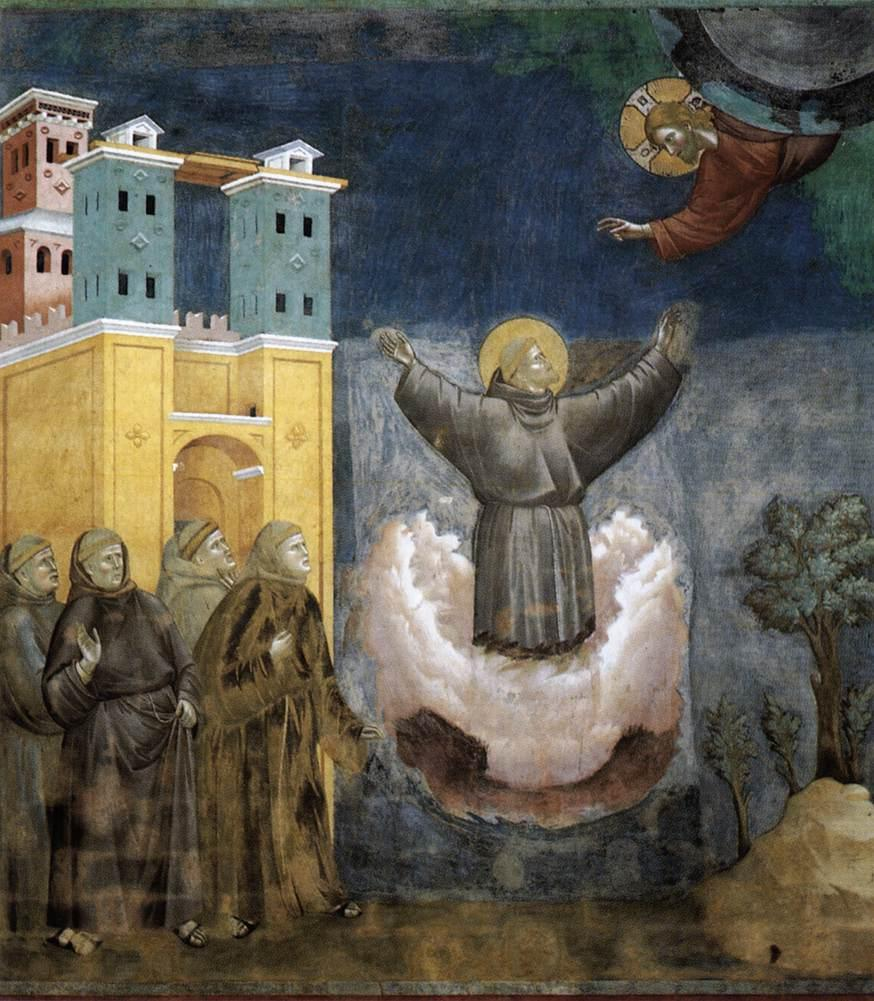
Saint François en extase, Giotto di Bondone, Basilique supérieure Saint François d'Assise.
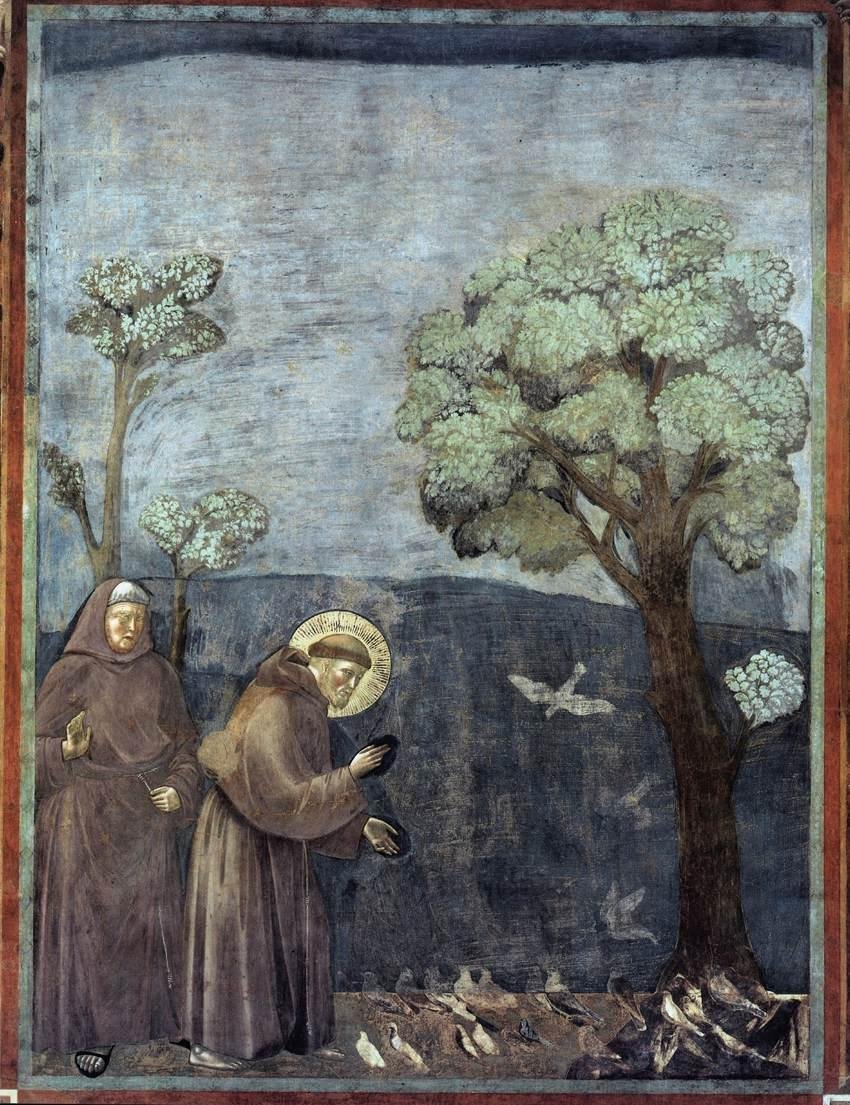
Le Prêche aux Oiseaux, Giotto di Bondone, Basilique supérieure Saint François d'Assise.

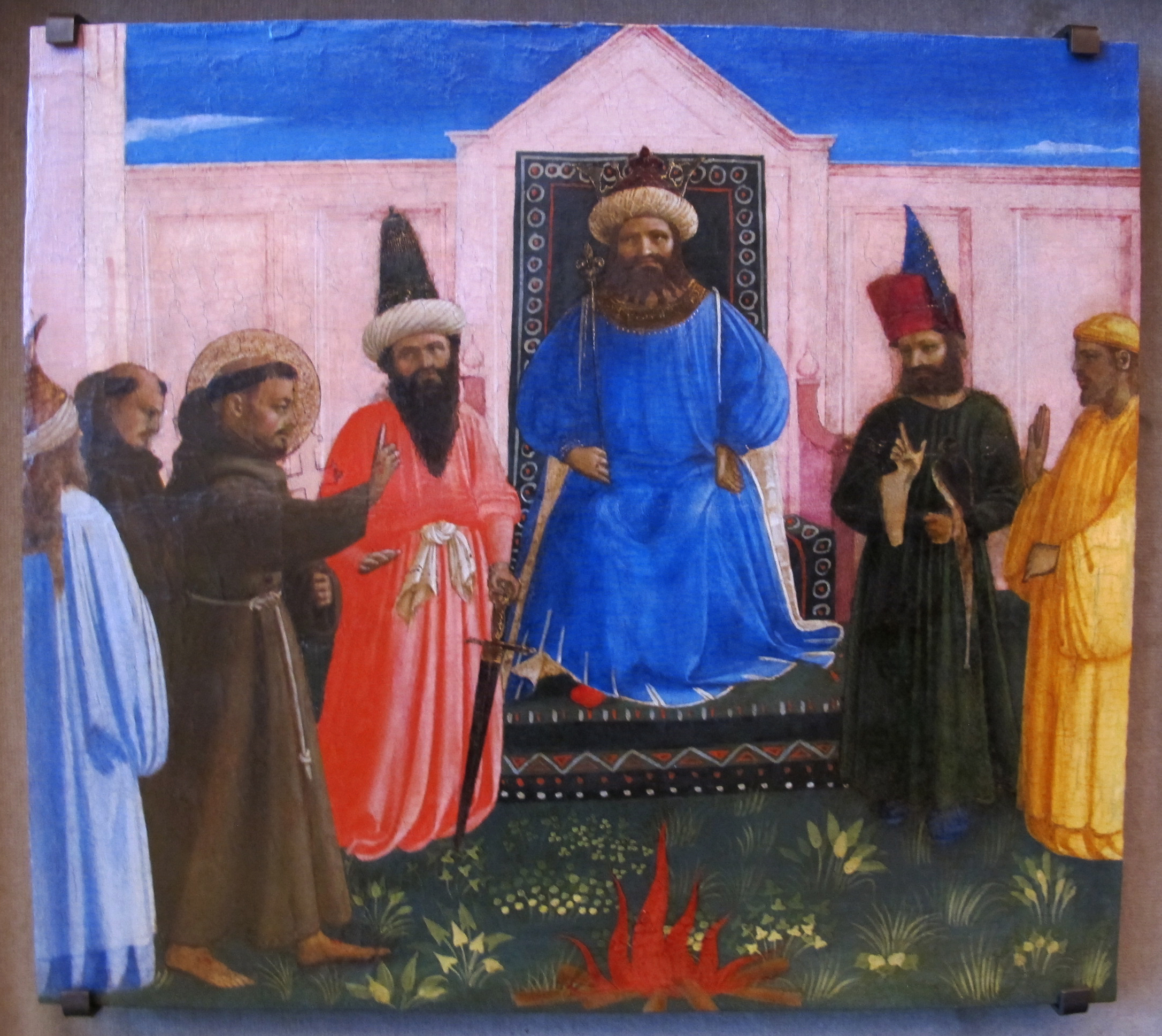
San Francesco et le Sultan de Babylone, chapitre 24, Fra Angelico.
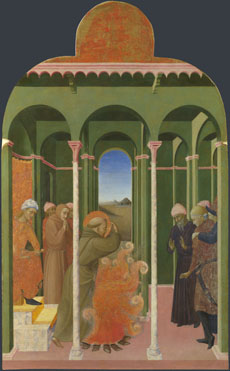
Saint François et le Sultan de Babylone, chapitre 24, Sassetta.
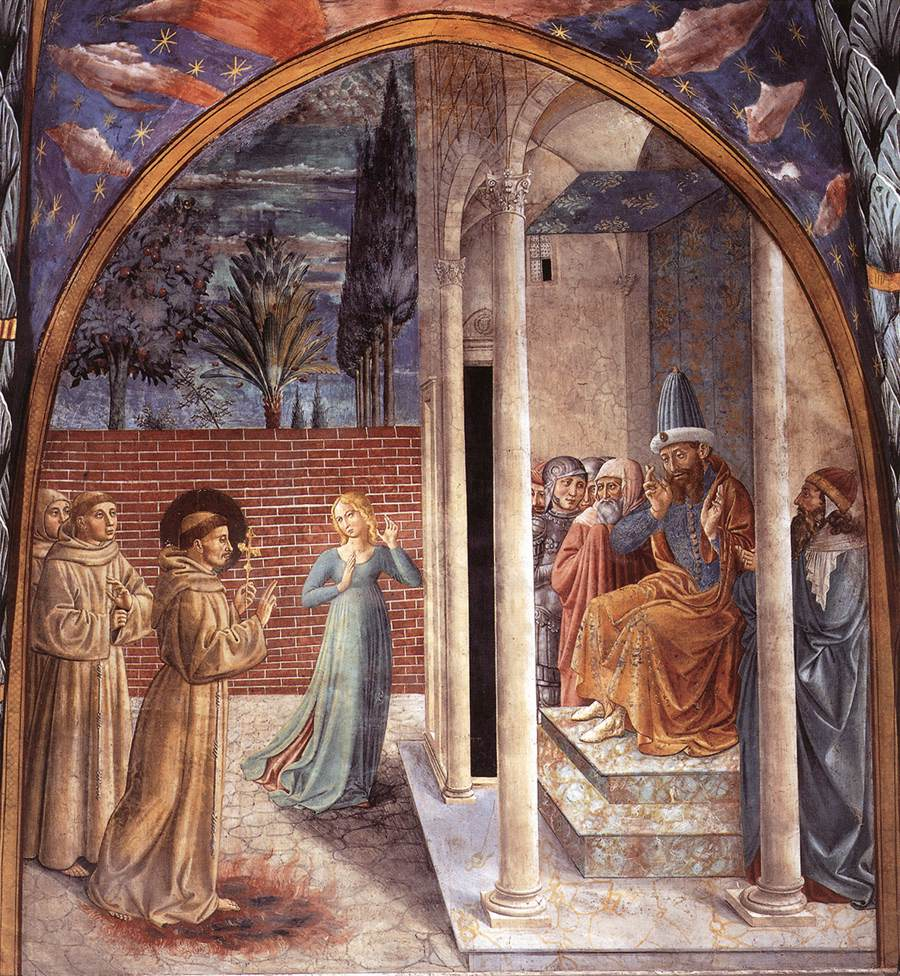
San Francesco et le Sultan de Babylone, chapitre 24, Benozzo Gozzoli.

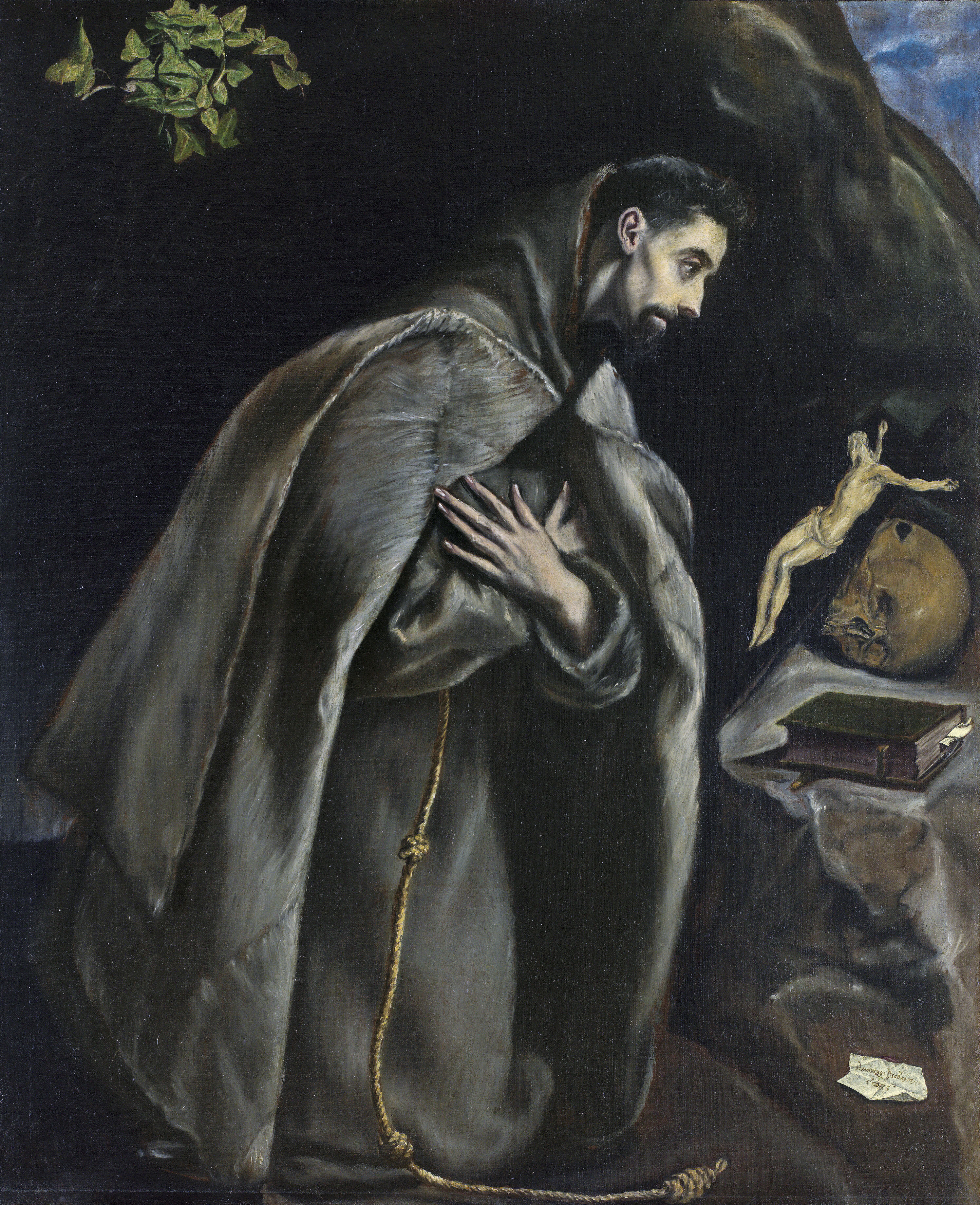
Saint François priant devant le crucifix, Le Greco
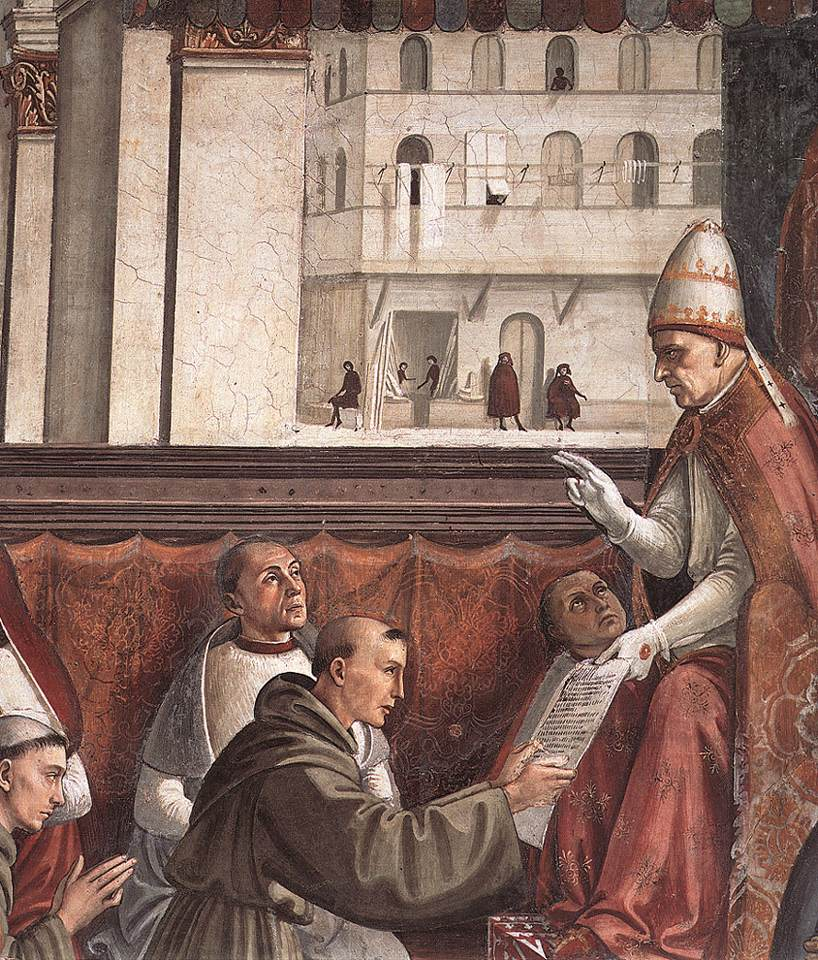
Détail de la Fresque de la Confirmation de la Règle de saint François par Domenico Ghirlandaio, chapelle Sassetti
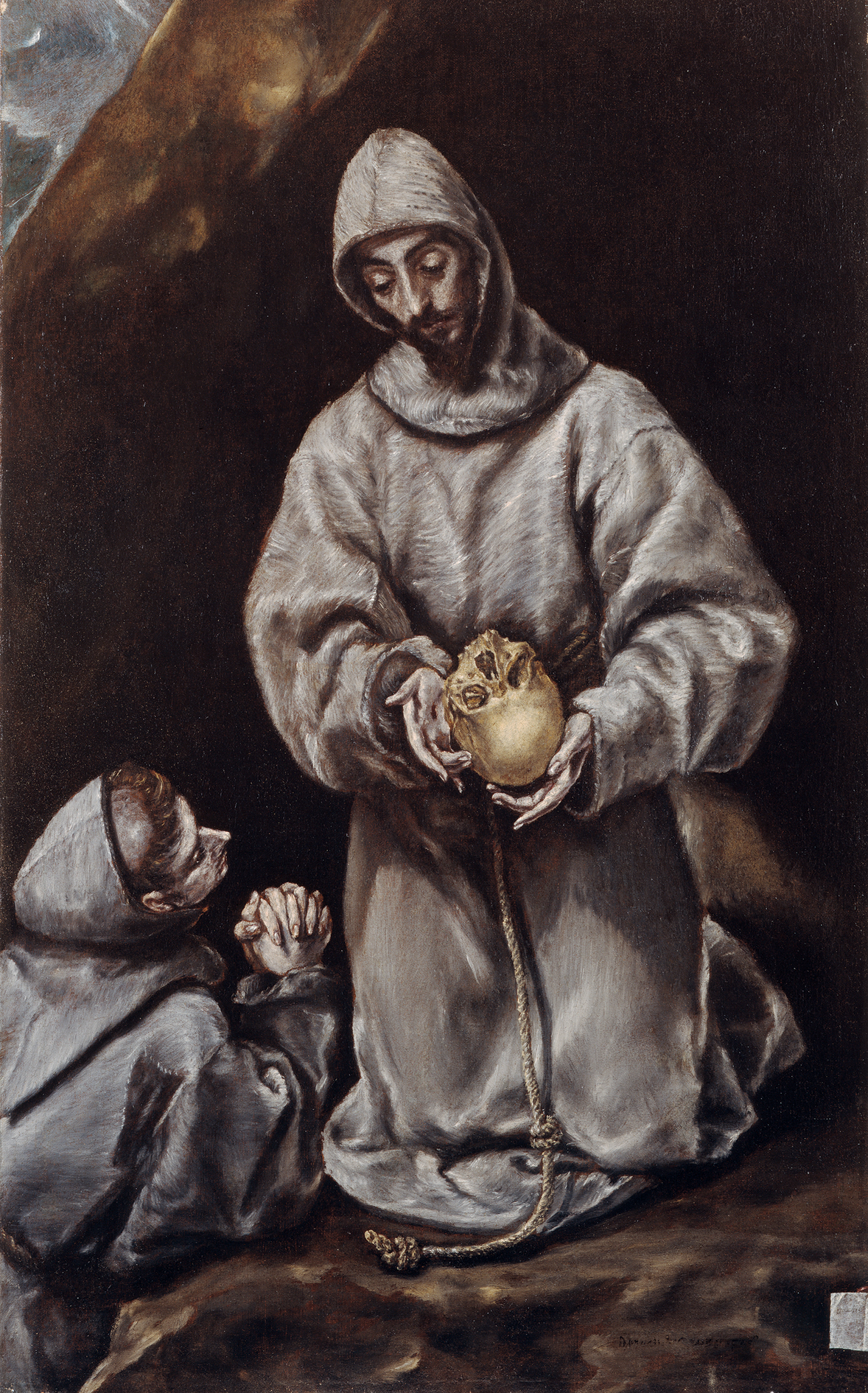
Saint François et frère Leo méditant sur la mort, Le Greco.

### Cinéma
- 1911 : Il Poverello d’Assisi d'Enrico Guazzoni (Italie)
- 1918 : Frate Sole d'Ugo Falena et Mario Corsi (Italie)
- 1927 : Frate Francesco de Giulo Cesare Antamoro (Italie)
- 1932 : Assisi d’Alessandro Blasetti (Italie)
- 1944 : San Francisco de Assisi de Alberto Gout (Mexique)
- 1950 : Les Onze Fioretti de François d'Assise (en italien Francesco, giullare di Dio) est un film italien réalisé par Roberto Rossellini, sorti en 1950[6].
- 1961 : François d'Assise (Francis of Assisi) de Michael Curtiz
- 1966 : Des oiseaux, petits et gros (en italien Uccellacci ed Uccellini)  film italien réalisé par Pier Paolo Pasolini /
- 1966 : François d'Assise de Liliana Cavan
- 1972 : François et le chemin du soleil (Fratello sole, sorella luna) de Franco Zeffirelli
- 1989 : Francesco de Liliana Cavani, avec Mickey Rourke ; présenté au festival de Cannes
- 2002 : Francesco de Michele Soavi (Italie)
- 2007 : Chiara e Francesco de Fabrizio Costa (Italie)
- 2016 : L'Ami, François d'Assise et ses frères de Renaud Fély et Arnaud Louvet

### Théâtre
- 1926 : La Vie profonde de saint François d’Assise de Henri Ghéon
- 1944 : Le Petit Pauvre de Jacques Copeau, Gallimard, 1946 Créée en 1988, la pièce est reprise diverses fois, notamment en 2016/2017 à la chapelle de la Pitié-Salpêtrière à Paris, mise en scène de Djamel Guesmi.
- 1994 : François d'Assise, d'après l'œuvre de Joseph Delteil (1960), adaptation d'Adel Hakim et Robert Bouvier

### Opéra
- Saint François d'Assise, livret et musique d'Olivier Messiaen ; opéra en trois actes et huit tableaux, commandé par Rolf Liebermann en 1975 pour l’Opéra de Paris ; 1975-83 > Paris, 28 novembre 1983.

### Oratorios
- Saint François d'Assise, diptyque musical, livret et musique de Charles Gounod, 1891.
- Saint François d'Assise, oratorio pour chanteurs solistes, chœurs et orchestre (1909–10), M59, Maurice Ravel, perdu.
- Saint François d’Assise (Fioretti) Oratorio de Gabriel Pierné sur un poème de Gabriel Nigond, pour soli, chœurs d’hommes, de femmes, d’enfants et orchestre en un prologue (I La jeunesse de François, II François et la Pauvreté) et deux parties (première partie : I Le Lépreux, II Sœur Claire, III Les Oiseaux – deuxième Partie : IV Les Stigmates, V Le Cantique du Soleil, VI La Mort) 1911-1912

### Autres formes classiques
- Légende n°1 : Saint François d’Assise, La prédication aux oiseaux, Franz Liszt, 1863
- San Francesco d'Assisi, Mystère pour voix seules, Chœur et Orchestre (1920/1921) de Gian Francesco Malipiero
- Quatre petites prières de Saint François d’Assise, Francis Poulenc, 1948

### Musique populaire
- L'infinitamente piccolo (des versions éditées hors de l'Italie incluent un ou plusieurs titres en français, allemand, grec ou flamand) composé et interprété par Angelo Branduardi, 2000.

### Arts graphiques
- Illustrations de Maurice Denis pour l’édition des Fioretti de 1913 à l'initiative privée d'André Pératé, conservateur au château de Versailles, amateur éclairé et collectionneur d'art italien.* Illustrations de Maurice Denis pour l’édition des Fioretti de 1913 à l'initiative privée d'André Pératé.
- Trente illustrations en couleur d’Eugène Burnand, 1919, éditions Sand &Co, Londres.
- Illustrations d’Émile Bernard pour l’édition des Petites Fleurs de Saint François d’Assise, édition Ambroise Vollard, 1928
- Illustration d’Umberto Brunelleschi, traduit par Frédéric Ozanam, Les petites fleurs de Saint François d'Assise, librairie d'amateurs, 1942
- Triptyque des Fioretti, Olivier Maceratesi[7], crayons et encre sur papier, 190 x 50 cm, Paris, 2021.